# St. Andreas (Schweta)

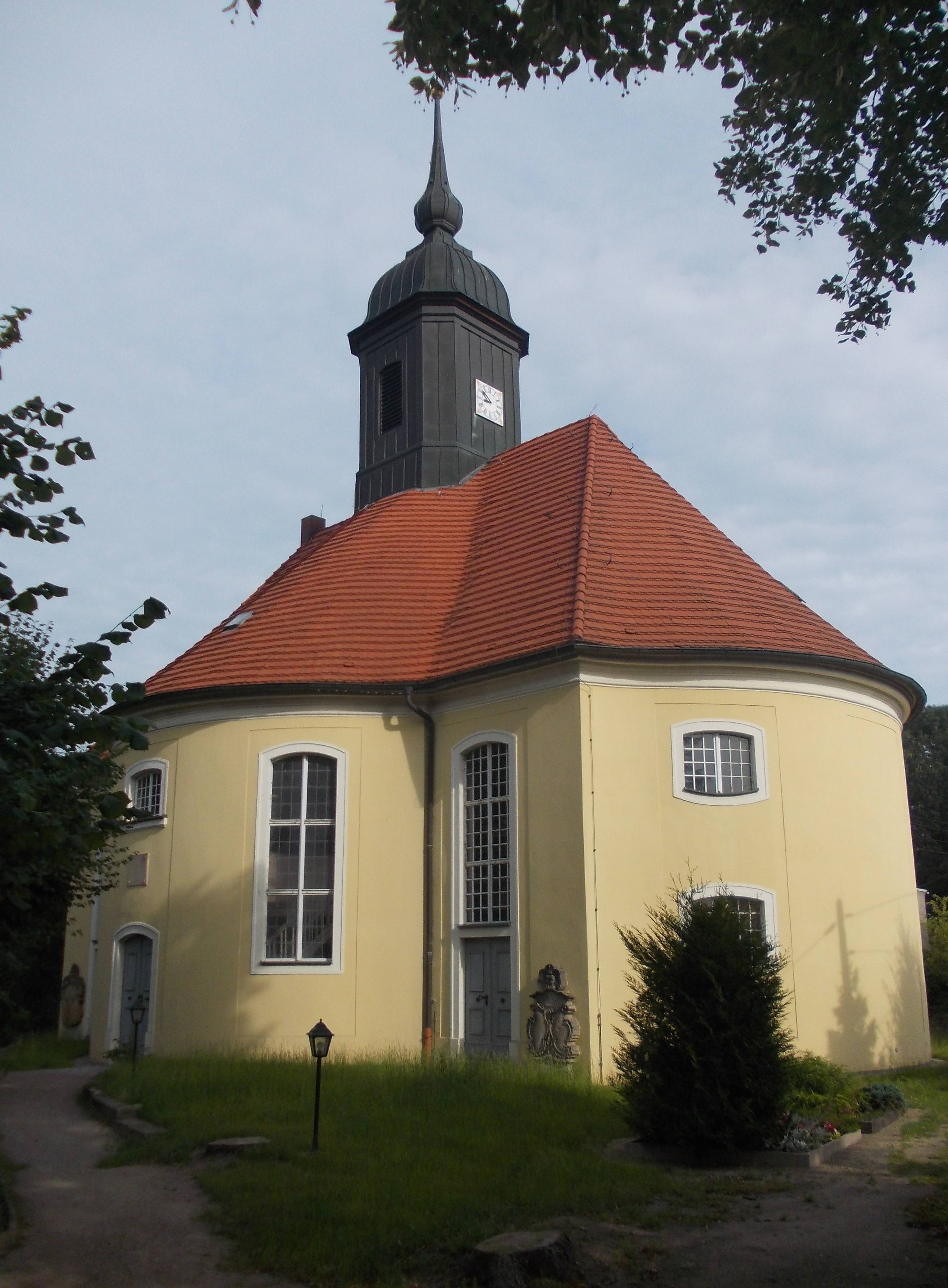
St. Andreas in Schweta

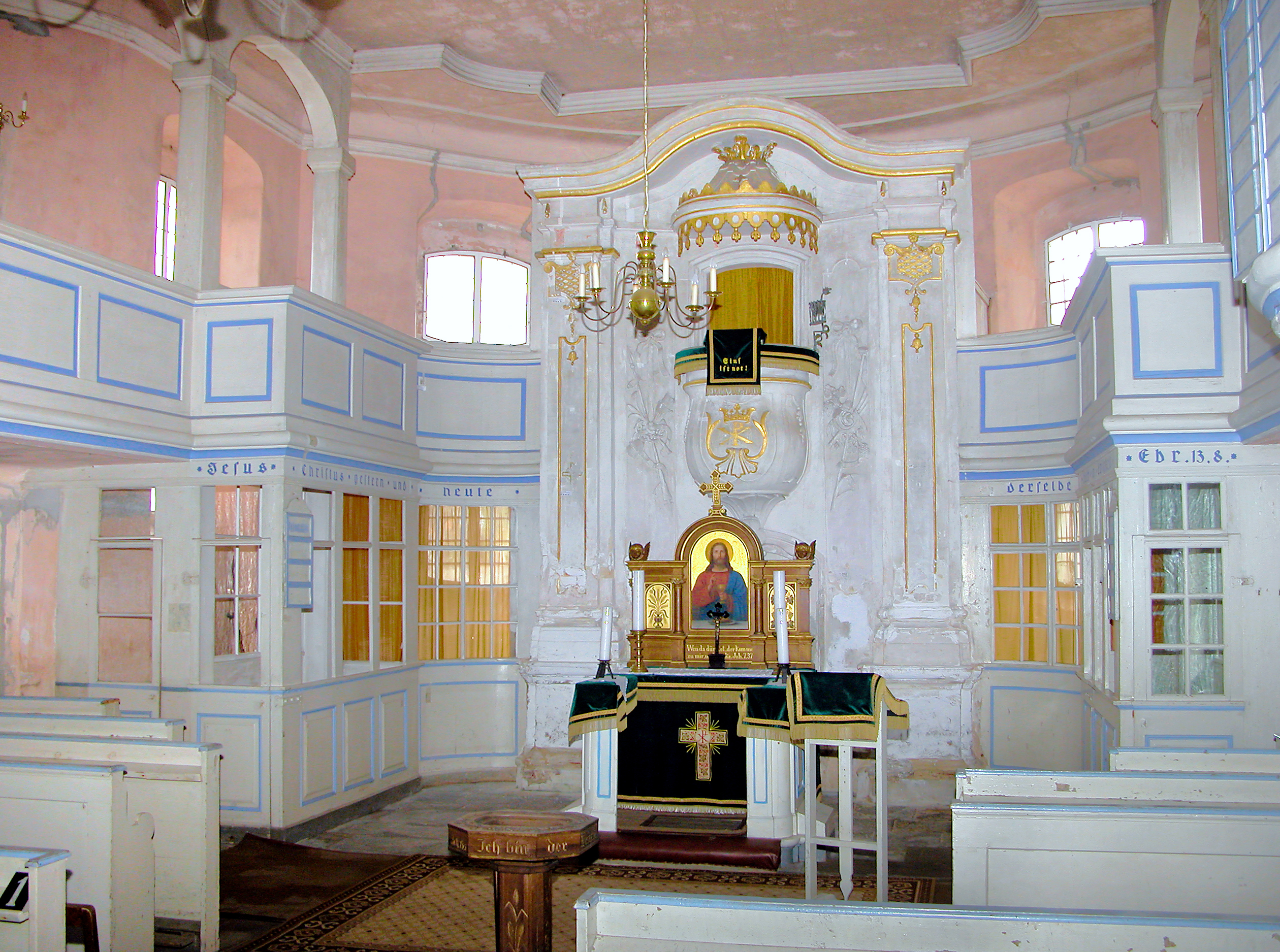
Innenansicht zum Altar

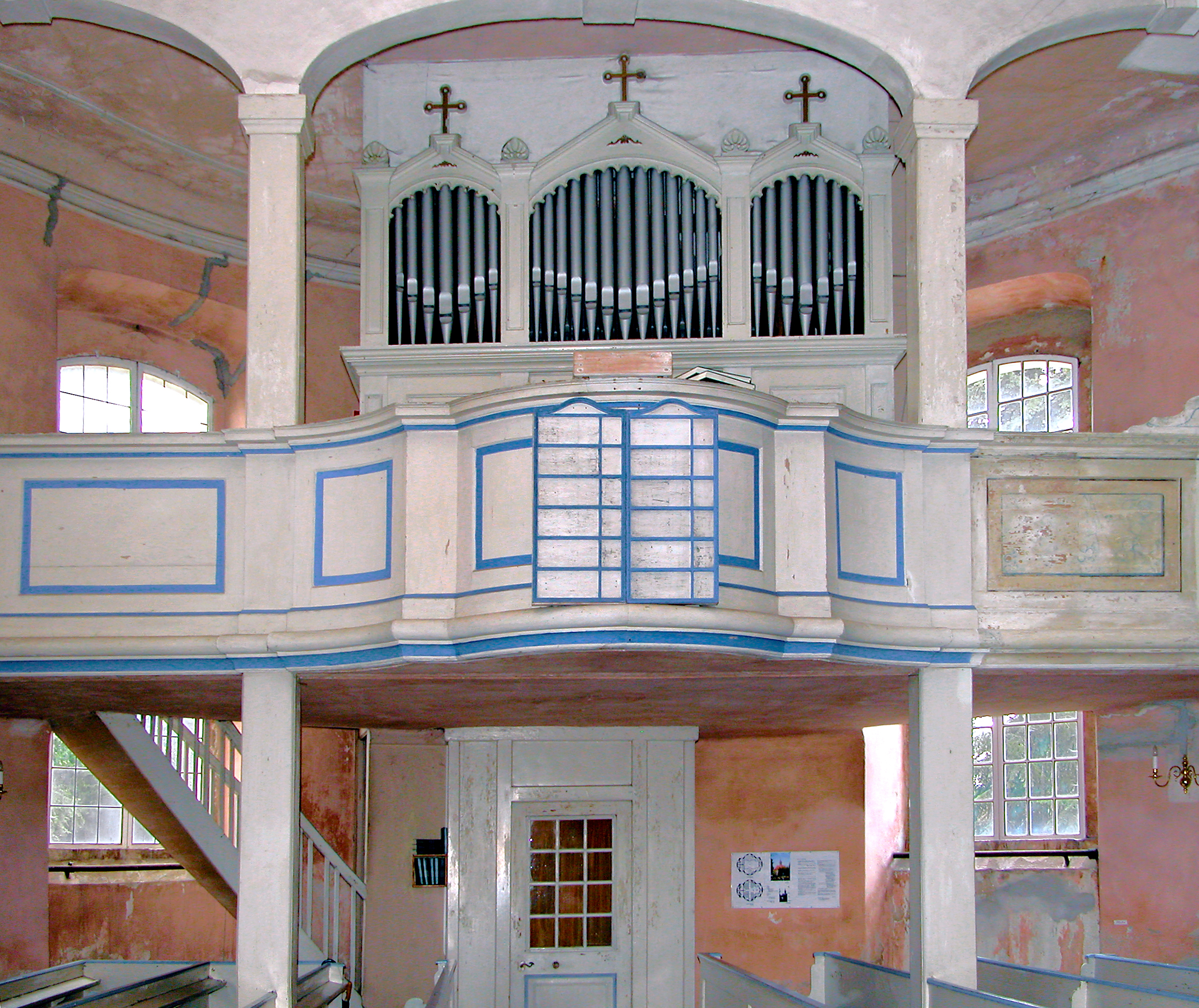
Innenansicht zur Orgel

Die evangelische Kirche St. Andreas ist ein barocker Zentralbau im Ortsteil Schweta von Mügeln im Landkreis Nordsachsen in Sachsen. Sie gehört zur Kirchengemeinde Oschatzer Land im Kirchenbezirk Leisnig-Oschatz der Evangelisch-Lutherischen Landeskirche Sachsens.

## Geschichte und Architektur
Die Kirche ist ein origineller Zentralbau aus den Jahren 1751–53, der im Innern leicht und elegant wirkt; er wurde unter dem Einfluss der Bauwerke von George Bähr durch Meister aus Mügeln erbaut. Die Vorgängerkirche war ein kleineres Gebäude, das unter dem gleichen Patrozinium stand. Eine Restaurierung wurde im Jahr 1930 durch Otto Rometsch vorgenommen.
Das Bauwerk ist ein verputzter Bruchsteinbau mit Gliederungselementen in Sandstein. Der Grundriss hat die Form eines Vierpasses, dessen Ost- und Westpass leicht gestreckt sind. Über der Mitte des Walmdachs erhebt sich ein Dachreiter. Die hohen Fenster und die Portale an drei Seiten sind mit Segmentbogen gebildet.
Im Innern ist das Bauwerk flachgedeckt und von einem stark verkröpften Stuckgesims eingefasst. An allen Seiten sind geschwungene Emporen eingebaut, die im Osten bis an den Kanzelaltar stoßen und im Westen als Herrschaftslogen verglast sind. Die Emporenstützen sind bis an die Decke geführt und über flache Arkadenbögen miteinander verbunden. Die Treppen zu den Emporen sind in den Rundungen der vier Pässe eingebaut. Zu beiden Seiten des Altars sind unter den Emporen verglaste Betstuben angeordnet; unter den Herrschaftslogen befinden sind Grüfte mit Sarkophagen.

## Ausstattung
Der Altartisch steht frei vor der Kanzel und ist seit dem Jahr 1889 mit einem Altaraufsatz und einem Christusbild von Karl Gottlob Schönherr versehen. Die Kanzel ist dahinter in einem reich ornamentierten, nischenartigen Aufbau mit barocken Pilastern und einer geschwungenen Verdachung über dem Schalldeckel ausgeführt. Eine Kanzelsanduhr ist in einer prächtigen schmiedeeisernen Aufhängung angebracht.
Die Orgel ist ein Werk von Franz-Emil Keller aus dem Jahr 1887 mit acht Registern auf zwei Manualen und Pedal, das im Jahr 1955 erneuert wurde.
Zwei Sandsteingrabmäler stammen aus den Jahren 1677 und 1807.